# 京特·吕特晏斯
约翰·京特·吕特晏斯（德語：Johann Günther Lütjens，1889年5月25日—1941年5月27日）是一位德国海军上将。他的服役时间超过30年，参与两次世界大战。吕特晏斯因他在第二次世界大战中的行动及于1941年指挥俾斯麦号战列舰初航为人熟知。其后，这一事件成就了海军史上的一段传奇。出生于1889年，他于1907年加入了德意志帝国海军。他是一个勤奋而且聪明的少年，在战争爆发前，他被分配至一个鱼雷艇中队，并晋升成为军官。在第一次世界大战中，吕特晏斯行动于北海和英吉利海峡，并与大英帝国皇家海军交战过数次。战争结束时，他已晋升为一个海军上尉，并被授予了一级和二级铁十字勋章（1914年），来表彰他的成绩。战争结束后，他继续在帝国海军服役，任职于鱼雷艇中队，并最终在1925年成为了指挥官。在魏玛共和国时代，吕特晏斯建立起了他杰出军官的声望。
1935年，在1933年纳粹党领袖阿道夫·希特勒上台后，德国海军再次重组，吕特晏斯很快和两名海军元帅：埃里希·雷德尔与卡尔·邓尼茨熟悉起来。他的能力和友谊使他晋升至上校，并成为了卡尔斯鲁厄号轻巡洋舰的舰长。在六年的和平期间后，于1937年10月，他被晋升为海军少将。
1939年9月，随着德军入侵波兰，第二次世界大战爆发。三天后，吕特晏斯收到了他的二级铁十字勋章扣。1939年冬，他指挥了在北海的驱逐舰行动，并荣获了他的一级铁十字勋章扣。1940年1月，他被晋升为海军中将。1940年4月，在入侵丹麦和挪威的威悉演习行动初始的登陆阶段，他被暂时授予德军全部水面舰队的指挥权。他的行动为他赢得了骑士铁十字勋章。
在之后的战役中，他被任命为德国海军的舰队司令，并在1940年9月1日晋升为上将。他参与了入侵联合王国的海狮计划的制定，但该计划后来因为不列颠战役而搁浅。之后德军的目标转向了战略封锁，吕特晏斯后来将战列舰沙恩霍斯特号和格奈森瑙号作为封锁舰队的主力舰，并采用了后者作为他的旗舰。1941年1月，他计划并执行了柏林行动，突袭大西洋中英国商船的航路，来支援在大西洋海战中的U型潜艇。该行动取得了战术和宣传方面的胜利。在1941年3月，舰队航行了破纪录的18,000英里后，在德占法国入港，柏林行动结束。他的战功使他被选为后来的行动的负责人。
1941年5月，吕特晏斯在莱茵演习行动中指挥一支由俾斯麦号战列舰和欧根亲王号重巡洋舰组成的特遣队。吕特晏斯被要求从德占波兰出发突入大西洋，经过挪威，进攻盟军的商船航运。这次行动出现了差错，特遣队很快就被发现，并在冰岛附近遭到攻击。在随后的丹麦海峡海战中，因为胡德号战列巡洋舰被击沉，另外三艘英军战舰被迫撤退。3天后的5月27日，俾斯麦号被击沉，吕特晏斯和大部分舰队官兵阵亡。
1955年，德意志联邦共和国重新军事化并加入了北约组织。1年后，联邦海军建立。1967年，联邦海军为纪念他，以他的名字命名吕特晏斯级驱逐舰。

## 早年生活
约翰·京特·吕特晏斯1889年5月25日出生于德意志帝国的黑森-拿骚省威斯巴登。他是商人约翰内斯·吕特晏斯和路易斯·福尔茨二人的儿子。吕特晏斯在布莱斯高的弗莱堡长大，并在17岁时，于贝特尔德寄宿高中拿到了他的大学预科证书。

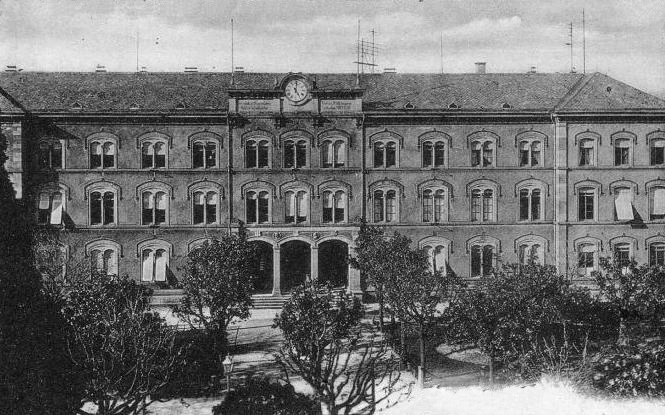
弗莱堡贝特尔德寄宿高中, 摄于1900年

他在1907年4月3日他在基尔的德意志帝国海军学院接受了基本的步兵训练，并作为海军中士（Seekadett）加入了德意志帝国海军。在参加米尔维克海军学院的军官课程之前，他在弗蕾亚号防护巡洋舰上度过了一年（1907年5月9日-1908年4月1日）的舰上训练，并完成了第一次航行。他的指挥官用他最喜欢的的小说之一，伯纳德·凯勒曼的Das Meer中的一个角色给他取了一个“Pee Ontgens”的昵称。吕特晏斯在1907届的160位新生中以第20名的成绩毕业，随后在1908年4月21日晋升为高级上士。1909年4月1日后，他在基尔的海军炮兵学校参加了海军炮兵的训练，随后在1909年7月1日，他在符腾堡号战列舰上参与了鱼雷课程。
之后，在1909年10月1日登上阿尔萨斯号战舰前，他跟随第二海军营参加了另一个步兵课程。在1910年9月28日收到晋升为海军少尉的委任后至1911年4月1日期间，他在停放在港口中的威廉王号上服役。随后在1911年4月1日至1913年4月1日转至汉萨号防护巡洋舰上服役，随后至1913年10月1日回到了威廉王号，成为了一名服务生教官，随后调任候补军官教官。威廉王号当时是一艘停靠于基尔的无法航行的船只，因此成为了候补军官的训练舰艇。吕特晏斯后来跟随汉萨号完成了两次更远距离的航行。之后，他在1913年9月27日晋升成为中尉。
吕特晏斯之后被分配去了第4鱼雷艇分队，1913年10月1日，他被任命为I鱼雷艇师的连队军官，并于当年11月1日起在第2鱼雷艇分队的G-169号鱼雷艇上作值班军官。1913年12月24日，他重新回到I鱼雷艇师做连队军官，后来在1914年3月15日成为了第2鱼雷艇分队的G-172号鱼雷艇的值班军官。

## 第一次世界大战
1914年8月1日，第一次世界大战爆发后不久，吕特晏斯便被调任至亚德港的港湾中队。1914年9月4日，他被任命指挥来自第6鱼雷艇中队的T-68号鱼雷艇。这是他在军旅生涯中首次被授予指挥权。1914年12月7日，他回到了I鱼雷艇师，并随后接受了水雷排雷训练。训练结束后，他回到了鱼雷艇舰队，并在1915年1月16日成为了T-21号鱼雷艇的指挥官。他在该职位服役至1915年3月14日，随后在同年的5月5日，他被调任至“法兰德斯”鱼雷艇中队，指挥该中队的A-5和A-20号鱼雷艇。1916年2月，他赴任法兰德斯中队的A小队指挥官，同时指挥A-40号鱼雷艇。他在该职位服役至战争结束，并于1918年11月11日回到安特卫普，之后返回基尔。
作为佛兰德海岸的鱼雷艇指挥官，他指挥了1917年3月23日对敦刻尔克的突袭。1917年5月2日，他和4艘英军鱼雷艇交战，并在1917年5月19日带领5艘鱼雷艇与4艘法军驱逐舰交战。1917年5月24日，吕特晏斯晋升为海军上尉。
因为他在战争期间英勇作战，他被授予了包括1级和2级带剑骑士霍亨索伦王室勋章在内的数枚勋章。

## 战争间期
第一次世界大战结束后，吕特晏斯在1918年12月1日至1919年1月24日，和1919年2月8日至1919年3月10日期间，在瓦尔讷明德海运集团服役。期间1919年1月24日至1919年2月8日，和之后的1919年7月8日至1919年9月15日期间，在吕贝克德海运集团服役。1919年3月10日，在回到吕贝克海运集团前，他被暂时调任至帝国海军办公室工作。
随着1919年6月28日凡尔赛和约的签订，德国海军的规模被削减至仅包括1,500名军官的15,000人。在魏玛共和国时期，德意志帝国海军更名为魏玛国家海军。1919年9月15日，吕特晏斯和海运集团的合作结束，然后以连队领导的身份被调任至库克斯-莱厄的第三海防部，后来被调任至第四部门。1921年6月7日，吕特晏斯调任海军司令部中的舰队部门。他在该部门的领导人是保罗·贝恩克将军。吕特晏斯在舰队司令部负责战略研究和解决舰队政策的问题，包括观察和分析华盛顿会议的条款，直到1923年9月末。1923年10月4日，他回到了鱼雷艇舰队，指挥第3鱼雷艇小队。
1925年9月26日至1929年10月2日，他调任德国北海海军部的副官。这期间的1926年4月1日，他晋升为海军少校。在北海海军部服役期间，他在1926年8月1日至31日期间短暂赴任至“阿斯塔游轮”集团，后来在1927年12月5日至9日期间回到米尔维克海军学院担任鱼雷课程的教官。1928年4月21日至28日期间，他在海军上将阿尔弗雷德·萨尔瓦希特的指挥下，参加了在西里西亚号战列舰上的训练。1928年8月14至18日，他再次登上西里西亚号，接受鱼雷发射训练。1929年10月3日至1931年9月17日期间，吕特晏斯接过了斯维内明德（今希维诺乌伊希切）鱼雷艇中队的指挥权。期间他接受了数次其他训练，包括1930年1月9日至12日的军官训练，1930年2月3日至8日的鱼雷训练，1931年2月2日至7日的领导人训练，及1931年16日至21日的导航训练。
1931年9月17日，吕特晏斯接到埃里希·雷德尔上将的任命，进入德国国防部的海军司令部。进入国防部不久，1931年10月1日，他便被晋升至中校。1932年9月26日，他被任命为舰队和海军军官人事部门主席，直到1934年9月中旬。在人事部门，吕特晏斯于1933年7月1日晋升为上校。

### 纳粹德国时期

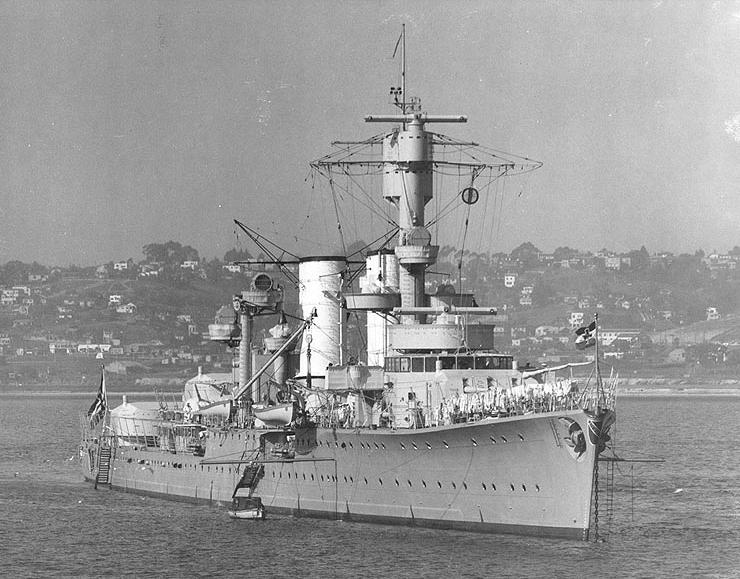
卡尔斯鲁厄号轻巡洋舰在加利福尼亚圣迭戈，摄于1934年

1933年1月30日，在阿道夫·希特勒的领导下，纳粹党成为德国执政党，并开始重整海军武装。1935年，德国国家海军被更名为纳粹德国海军。
1933年9月16日，吕特晏斯得到了卡尔斯鲁厄号轻巡洋舰的指挥权，并进行了环球友好访问。从俾斯麦号战列舰最后一战生还的最资深军官，Burkard Freiherr von Müllenheim-Rechberg，在1933年还是卡尔斯鲁厄号上的一名见习军官，并接受吕特晏斯的指挥。吕特晏斯带领卡尔斯鲁厄号进行了第4次航行训练，于1934年10月22日离开基尔，途径丹麦的斯卡恩，南美洲海岸东部的亚速尔群岛，西印度群岛中的特立尼达岛，经过合恩角后，沿美洲西海岸向北航行至温哥华。在卡亚俄停靠期间（1935年1月25日至2月6日），他们参与了秘鲁400周年庆典。卡尔斯鲁厄号后来在依次途径巴拿马运河，休斯敦，查尔斯敦和维戈后，于1935年6月15日回到基尔。
1935年6月，吕特晏斯在维戈第一次与未来的纳粹德国海军司令卡尔·邓尼茨会面。在那时，邓尼茨正负责重建德军U型潜艇舰队，但1935年整个夏天，他都在海上指挥埃姆敦号巡洋舰。回港后，他和雷德尔见了面，雷德尔告诉他：
吕特晏斯可以成为海军总部人事部主席。他有能力担当起组建新海军的军官团体的责任。
1936年，吕特晏斯赴任纳粹德国海军人事部主席。1937年，他成为了“鱼雷艇元首”，以莱伯勒希特·马斯号Z1级驱逐舰作为他的旗舰，并于同年10月晋升至少将。在人事部工作期间，他从未按纽伦堡法案来执行纳粹德国海军对不同人种的政策。1938年11月，仅有三位将级军官，包括吕特晏斯和邓尼茨，一同致信海军司令雷德尔，抗议水晶之夜反犹太人活动。
吕特晏斯在人事部的继任者康拉德·帕奇认为吕特晏斯是“一名敬业的海军军官，将他的国家的利益永远置于执政党的利益之前。同时，他是一个别人很难理解的人。他生活简朴，相当令人敬畏。他做事雷厉风行，同时约束自己的言行”。帕奇说：“他是当时军中能力最强的军官之一，做事精明干练。当你了解他后，会发现他主张清廉，个性迷人。”吕特晏斯信守军官条例中“军官成家时应当有能力抚养家庭”，所以他直到40岁才与妻子结婚。

## 第二次世界大战
第二次世界大战爆发时，吕特晏斯是一支由驱逐舰，鱼雷艇和巡洋舰组成的侦察部队（B.d.A.）指挥官。1939年9月1日，德军入侵波兰的2天后，吕特晏斯在他的旗舰，莱伯勒希特·马斯号上与沃尔夫冈·岑科尔Z9驱逐舰攻击了停泊在格丁尼亚港内的格里夫号布雷舰和维歇尔号驱逐舰。吕特晏斯从港口东南14,000码的距离发动进攻。波兰军舰迅速反击，逼迫德军驱逐舰闪避，并释放烟幕来干扰波兰炮手的瞄准。莱伯勒希特·马斯号的上层建筑中弹。这发来自赫尔海岸炮的152毫米（6英寸）口径炮弹当场击毙4名水兵，并击伤另外4人。吕特晏斯因为德军火炮效率低下，下令中止行动。吕特晏斯命令舰队回到皮劳（今波罗的斯克）补充燃料，而莱伯勒希特·马斯号回到斯维内明德港维修。
1939年10月17日，吕特晏斯以Z21威廉·海德坎普号驱逐舰作为旗舰，带领6艘装满水雷的驱逐舰突入北海。他的旗舰没有负载任何水雷，用以掩护其他驱逐舰。舰队潜行至亨伯河口布雷，并悄悄离开雷区。几天后英国在该区域的水运损失惨重，但吕特晏斯并没有重复过这次行动。此后，吕特晏斯晋升为中将，并和他的官兵们一起调任至纽伦堡号巡洋舰。

### 威悉演习行动

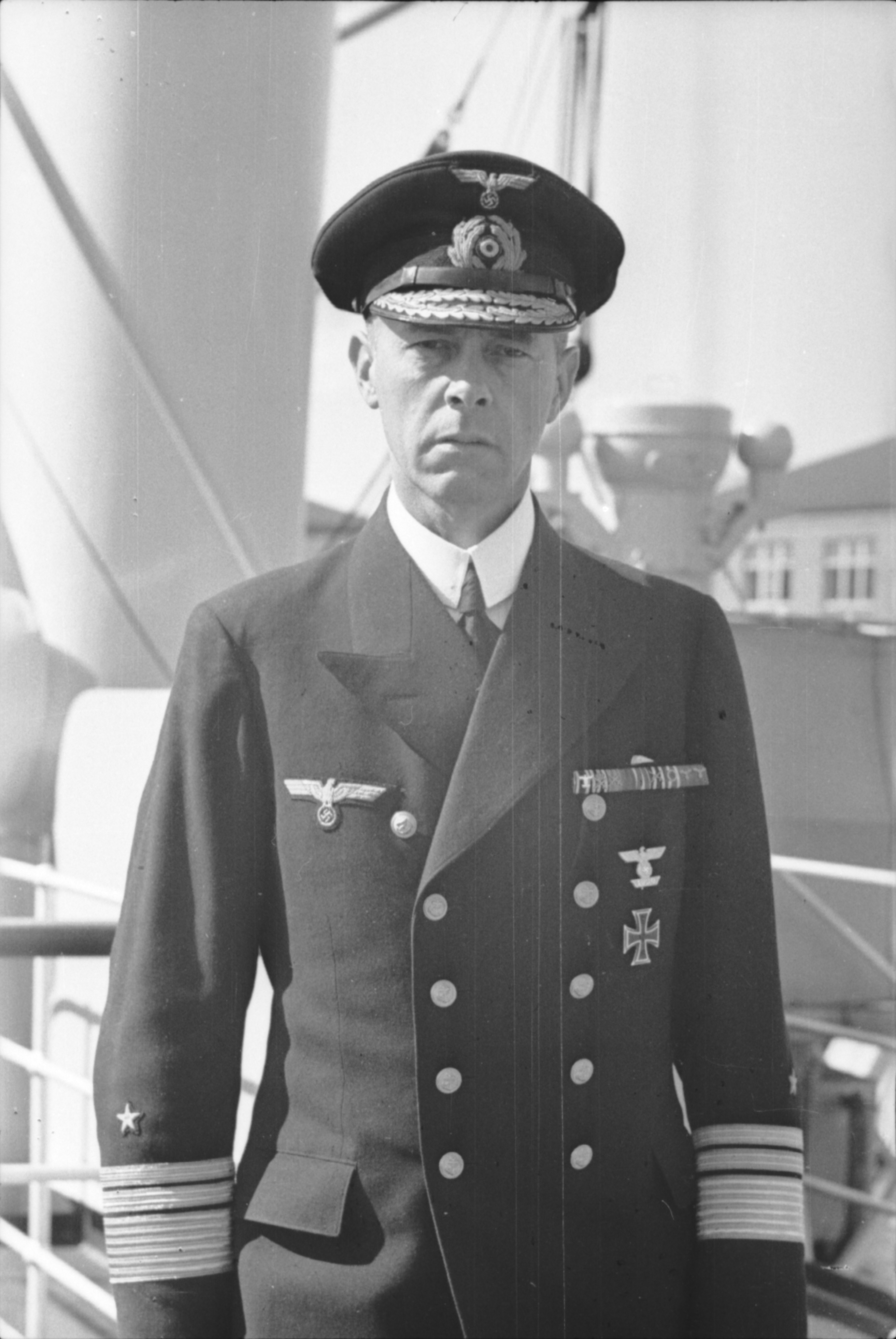
吕特晏斯海军中将，摄于1940年4月

1940年4月，在威悉演习行动入侵丹麦和挪威期间，他以中将的身份，指挥北海中包括格奈森瑙号战列舰和沙恩霍斯特号战列舰的掩护部队。他的上司，威廉·马绍尔中将在行动开始前抱病，于是吕特晏斯代理指挥了在纳尔维克和特隆赫姆的登陆行动。
吕特晏斯指挥沙恩霍斯特号战列舰和格奈森瑙号战列舰（旗舰），护送由弗里德里希·本特指挥的10艘驱逐舰。舰队满载着由爱德华·迪特尔率领的第3山地步兵师。步兵师的目标是夺取纳尔维克。4月6日，吕特晏斯在雷德尔面前向格奈森瑙号上的官兵作了简报。其实，吕特晏斯一直怀疑整个行动是否明智，但他对他的下属没有表现出任何的犹豫。吕特晏斯本期待能有糟糕的天气为舰队提供抵御盟军空军的掩护，但行动当天的天空十分晴朗，舰队被皇家空军海岸巡逻队的轰炸机袭击过两次。虽然英军飞行员两次袭击皆无功而返，但他们汇报了德军舰队的位置，突袭也失去了出其不意的优势。然而，吕特晏斯还是按时将部队送达了纳尔维克。舰队航行过程中，两次有水兵从甲板上落水，但根据吕特晏斯的执行军官海因里希·杰拉赫的记载，“舰队要不惜一切代价，不受一切干扰地准时到达目的地，因此没有组织任何营救行动”。
吕特晏斯的任务后来变为吸引英军远离纳尔维克，掩护部队登陆，并阻止英国皇家海军攻击驱逐舰和登陆艇。在登陆阶段，他的舰队和一支由声望号战列巡洋舰带领的皇家海军特遣队遭遇。英军在清晨05:05发动进攻，吕特晏斯被迫还击。罗弗敦群岛海战没有任何决定性的结果。吕特晏斯在没有重大战损的情况下，成功地撤出了德军的登陆舰艇。这时，他认为行动已经获得成功，并相信一番激战可以为先前被抛弃的驱逐舰队带来喘息的机会。他在遭遇罗德尼号战列舰之前，几乎做出了这种改变。但是在面对罗德尼号的情况下，这种想法的风险太高。于是在后来的纳尔维克战役中，10艘德军驱逐舰被全歼，夺取港口的战役一直进行到了6月。在威廉·海德坎普号被摧毁时，本特随舰阵亡。
也许，吕特晏斯本可指挥沙恩霍斯特号和格奈森瑙号追击并通过在另一方向攻击来击沉声望号，但如果他选择了进攻，随行的英军战列舰都能够很快的加入战斗。并且，由于德军所处的东方海平面较为明亮，而盟军的西方海平面光线较暗，行动可能暴露给英军一个明显的、易于瞄准的轮廓。并且，假如两艘战舰中的其中一艘被声望号击中而失去动力，那么他们将会非常脆弱的暴露在英军驱逐舰的鱼雷下。考虑到以上情况，雷德尔认为英军占据着战术优势，从而认同了吕特晏斯的行动。之后吕特晏斯与希佩尔海军上将号巡洋舰会合，并于4月12日回到了威悉港，避免了重大舰队冲突。
吕特晏斯间接的被卷入另一场战斗。在特隆赫姆的部队由希佩尔海军上将号带领，但希佩尔海军上将号却因为搜救落水的水手和德军驱逐舰Z11贝尔恩德·冯·阿尼姆号和Z18汉斯·吕德曼号失散了。大雾中，两艘驱逐舰遭遇了英军萤火虫号驱逐舰。萤火虫号比两艘吨位较轻的德军驱逐舰强，因此她们没有选择进攻，而是脱离战斗呼叫支援。吕特晏斯命令希佩尔海军上将号前去增援。重巡洋舰虽然击沉了萤火虫号，但并没能阻止萤火虫号撞上她巨大的船身，因此严重受损。吕特晏斯在威廉港上岸后，在纳尔维克抛弃本特的驱逐舰队的决定让他的心情非常沉重。在吕特晏斯回归后，他了解到马绍尔已经康复并重新回到了指挥岗位。

### 舰队司令
1940年6月和7月，吕特晏斯被任命为戰艦司令兼纳粹德国海军第三司令，该职位与英军本土舰队司令的地位相当。他的前任，威廉·马绍尔中将在就“舰队司令在海上作战时的行动范围是否应被命令所限制”的问题上反覆与雷德尔持不同意见。马绍尔违抗命令带领着从挪威撤退的沙恩霍斯特号和格奈森瑙号拦截盟军海军。1940年6月8日他击沉英军航空母舰光荣号和她的两艘护航驱逐舰阿卡斯塔号和热情号。战斗中，沙恩霍斯特号被鱼雷击中并严重受损。战役后，由于纳粹德国海军司令认定这段插曲无法接受，马绍尔被雷德尔解职。雷德尔认为，虽然马绍尔击沉了目标，但沙恩霍斯特号和格奈森瑙号的严重损伤抵消了这次胜利。
雷德尔认为吕特晏斯是一名天才的战略家，杰出的军官，拥有所有重要经验的领袖。于是在马绍尔被解职十天后，吕特晏斯便被暂时授予了舰队司令的職務。战争后，雷德尔对于提拔吕特晏斯表现得非常坦率。雷德尔说：“吕特晏斯在军官工作中非常有经验。他作为和我密切合作多年的人事部长，他已经赢得了我最特别的信心。”雷德尔充分给予吕特晏斯信心，因为吕特晏斯已经向他展现了他敏锐的判断能力，以及很少鲁莽行事的风格。在海上，雷德尔允许吕特晏斯亲自指挥并由他自行判定形势。虽然吕特晏斯对下属“冷淡而不可亲近”，但他同时表现出了他正直、可靠的一面。希特勒称赞吕特晏斯“准备充分，带领海军进行行动”，并且于1940年6月14日授予他骑士铁十字勋章。
沙恩霍斯特号因为需要参加后续在特隆赫姆的行动，因此回港抢修。吕特晏斯继续以格奈森瑙号为旗舰，并第一次以舰队司令的身分起航。1940年6月20日，他和希佩尔海军上将号一同向北海航行，希望能够在沙恩霍斯特号从挪威回到德国的过程中吸引盟军的注意力。虽然行动成功，但格奈森瑙号仍然被克莱德号潜艇的鱼雷击中，并严重损伤。

海狮行动的战斗计畫

1940年7月，法国战役获胜后，希特勒下令制定入侵联合王国的海狮行动。在纳粹德国空军在不列颠战役中与英国皇家空军缠斗时，德国海军司令部开始规划对英格兰南部的突击。作为舰队司令，吕特晏斯负责执行他的上司，萨尔瓦希特制定的海战战术。
吕特晏斯参与了大量登陆计畫的制定。由于资源的限制，海军希望将登陆后的作战前线缩短。吕特晏斯根据这项要求制定了计畫，并将他的指挥部设在了勒阿弗尔附近的特鲁维勒市镇。制定作战计畫所需的大量的军官调任直到1940年8月才完成。吕特晏斯任命弗里德里希·鲁格清除英国海军的雷区，并布设德军水雷来阻碍皇家海军的行动。同时，吕特晏斯从欧洲大陆上找来了1,800艘驳船，500艘拖船，150艘蒸汽船，1,200艘摩托艇来协助这次的行动，同时训练了超过24,000人进行登陆艇的操作。
吕特晏斯的计畫被德国海军缺乏火力的事实阻碍了。他授权鲁格来组织登陆。先头部队（Vorausabteilungen）应该以营的规模扫荡海滩，随后的船队清除水雷，确保运输砲兵和装甲部队的拖船不受干扰。较小的摩托艇将运输工程师清除海滩上的障碍，随后会以穿梭艇的身分来往于运输船队和海滩。他们会极快的将部队送至前线来扩大滩头，同时帮助舰队中的部队完全登陆。吕特晏斯随后命令陈旧的战列舰西里西亚号和石勒苏益格-荷尔斯泰因号战列舰提供火力增援。吕特晏斯希望船队在瓦恩海滩登陆，提供一个开火的平台。他认为这样可以很有效的组织英军穿越多佛尔海峡。雷德尔也赞同这一观点，但整个计畫被技术专家否认。专家认为陈旧的战舰太容易倾覆，固定的位置将使她们极其脆弱，并且火力也不足以有效执行这个任务。
吕特晏斯在不列颠战役激战期间继续准备着行动计畫。1940年9月前，他计划将恩斯特·布施所率领的整个第16军團送上海斯廷斯和迪尔中间的海滩，并将第9军團送至西边海斯廷斯和沃辛之间的海滩。第16军團所处的海滩便是1066年征服者威廉成功入侵英格兰时登陆之处。吕特晏斯对成功有多大的把握不得而知。挪威战役后，德军已经没有主力舰供他指挥了。1940年底，德军在不列颠空战中惨败，希特勒调转枪口进攻苏联，海狮行动的计畫随之搁浅。德国海军的战术转向围攻，切断英国和北美之间的商船航线。

### 柏林行动
1940年冬，沙恩霍斯特号和格奈森瑙号整修完毕，可以投入战斗。她们现在的任务是袭击向大不列颠岛运送战争物资的英国商船。作为舰队司令，这是吕特晏斯第一次参与大西洋海战。这次行动被命名为柏林行动。1940年12月28日，沙恩霍斯特号和吕特晏斯的旗舰，格奈森瑙号离开德国，突入大西洋。由于天气恶劣，吕特晏斯出发后即被召回港口。格奈森瑙号回到基尔港，沙恩霍斯特号回到格丁尼亚港。在战舰维护期间，海军部再次向吕特晏斯强调它的目标是敌军的商船。吕特晏斯将这条命令完整地复述给了他的军官们：“我们的任务是击沉尽可能多的商船。”
1941年1月22日，由于英军舰队在挪威海岸被发现，而潜艇和驱逐舰队不足以安全的将两艘战列舰护送入大西洋，更新后的任务推迟了数日。吕特晏斯决定从冰岛和法罗群岛之间进入北冰洋。吕特晏斯并不知晓，他的舰队在航行过西兰时已经被英国特工发现。英军本土舰队司令约翰·托维收到了警报，派遣了3艘战列舰，8艘巡洋舰，11艘驱逐舰拦截德军舰队。1月28日，正当吕特晏斯准备突破冰岛和法罗群岛之间的缺口时，那依阿得斯号驱逐舰发现了德军战舰，并汇报了她们的位置。吕特晏斯迅速决定向北进发，绕过冰岛从丹麦海峡航行。1月30日，吕特晏斯决定从停靠在扬马延海岸的一艘油轮加油。2月4日，吕特晏斯成功溜进大西洋。吕特晏斯极其幸运，因为托维认为那依阿得斯号的汇报有误并选择了忽视。英军舰队也因为没有发现其他敌军踪迹回港。

#### 蛟龙入海

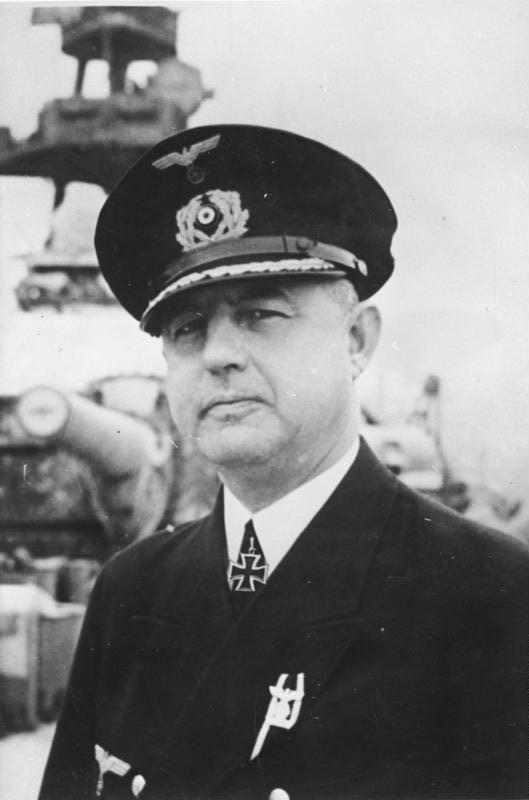
霍夫曼上校。吕特晏斯曾经的学生，柏林行动同行军官

吕特晏斯现在占得了战术上的先机。他有两条潜在的伏击路线：在北方伏击往来于英国和加拿大的HX和SC船队，以及南部往来于英国，直布罗陀和弗里敦的SL和OG船队。他选择了北方的这条路线，并同时派遣希佩尔海军上将号巡洋舰作为幌子在南部活动。现在看来，这是一项巨大的决策失误——吕特晏斯的本意是避开与英军同级别的战舰交战。他并没有意识到南部的商船队完全没有护航，而在英国海军部的要求下，所有北部的商船队都拥有至少一艘主力舰的护航。德军情报部此前便警告过吕特晏斯拉米伊号战列舰和复仇号战列舰以新斯科舍的哈利法克斯作为母港停靠。吕特晏斯估计这两艘战舰最多只能护送船队至哈利法克斯以东1,000英里的海域，所以他没有改变他原有的计划。
2月8日，情报部(B-Dienst)给德军战舰送出预警，HX-106商船队已经于1月31日从哈利法克斯启程。吕特晏斯计划了从南北包抄的钳形攻势。装备有8门15英寸口径主炮的拉米伊号战列舰护送着商船队。当吕特晏斯发现她时，他严格遵守了海军司令部“禁止攻击任何敌军主力舰”的命令。
沙恩霍斯特号的舰长库尔特-凯撒·霍夫曼上校尝试引开英军战列舰，使得格奈森瑙号可以攻击商船队。因为霍夫曼时無法在短時間內向吕特晏斯詳細解釋，吕特晏斯并没有意会到霍夫曼的想法，于是吕特晏斯便在无线电中咆哮起来，指责霍夫曼违抗命令没有立刻撤离。英军战列舰并没有离开商船队，吕特晏斯开始抱怨现在英军弄清楚了他们的方位，成功行动变得更加的困难了。其实吕特晏斯的担忧并没有根據，运气再一次眷顾了他。英军仅仅发现了沙恩霍斯特号。并且由于英军早已知晓希佩尔海军上将号在海上活动，他们认为希佩尔海军上将号才是伏击商船的德军军舰。虽然托维对那依阿得斯号的情报的忽视造成了德军战舰出现在大西洋中，但他依旧坚信他们仍然停靠在德国港口中。所幸事后，这次的不和並没有影响到吕特晏斯和霍夫曼二人之间良好的关系。
2月15日，两艘战列舰在冰岛和加拿大之间与油轮汉堡石油号和施莱特斯塔特号會合。2月22日，在纽芬兰以东500海里左右的海域搜索7天却无功而返后，德国雷达发现了五艘没有护航的空载货轮正在向美国的港口驶去。船队认出了德军战舰，很快整个无线电频道都被疯狂的商人们的求救信号占领。战列舰迅速接近并击沉了四艘商船。更远的那艘商船，5,500吨的哈尔斯顿号装载着强大的无线电台，暂时躲过了他们。为了使她的无线电安静下来，吕特晏斯派遣了阿拉多Ar 196水上侦察机去搜索。侦察机返回时，飞行员汇报商船已被锁定并且天线已经被摧毁，但是侦察机在商船的回击中受到了损伤。在知晓她的位置后，德军战舰于晚23时击沉了哈尔斯顿号。这一天德军的猎物超过了25,000吨。但从负面因素来看，追击和战斗将战线延展过长，导致弹药浪费严重。吕特晏斯在2月8日后第一次使用电台请求补给船只汉堡石油号和施莱特斯塔特号在亚速尔群岛附近汇合来补充补给。2月26日，吕特晏斯将180名战俘送上埃姆兰号和弗里德里希·不莱梅号油轮。在2月22日的行动中，只有11名盟军水手伤亡。
吕特晏斯对北部缺乏猎物的现实感到十分失望，并随后调头驶向西非海岸。1941年3月3日，他们到达了佛得角群岛。3月5日，他又尝试着派遣飞机搜寻敌军货轮，但4小时后，他发现舰队的燃料即将耗尽。吕特晏斯的坚持终于带来了收获。3月5日夜23时，德军情报部的无线电消息通知他U-124号潜艇发现了两艘大型船只正在接近他的位置。3月7日，由马来亚号战列舰护送的SL-67号运输船队被德军发现。再一次，吕特晏斯坚决执行了他收到的命令。他再一次撤退，但指挥着U-124号和U-105号潜艇攻击敌人。前者击沉了5艘货轮，后者击沉了1艘。吕特晏斯在夜幕降临的时候再度遇到了运输船队，但是德军调头與补给船會合，避免和马来亚号交战。在这期间，希腊的7,926吨的货轮马拉松号被击沉。当时她正在向亚历山大港运送煤炭。

#### 逃至法国
3月11日，吕特晏斯收到了来自海军部的一条消息：舍尔海军上将号和希佩尔海军上将号要前往北部行动。德军情报部门同时警告他直布罗陀西部的海域可能有英军地中海舰队出没。海军部要求吕特晏斯分兵护送舍尔海军上将号通过丹麦海峡。吕特晏斯认为吸引英军注意的最佳方法是经过HX商船队的货运路线，前往法国的西部城市布雷斯特。吕特晏斯决定动用他的全部兵力，包括所有的补给船只搜寻目标。他将舰队分散，舰船之间相距30英里，在北纬39°，西经46°附近航行。吕特晏斯随即拦截了挪威的5,686吨油轮碧安卡号，6,500吨油轮玻利卡布号，还有英国8,000吨的油轮圣卡西米罗号。他截获了这几艘油轮并要求他们前往波尔多。只有玻利卡布号到达了目的地。剩余的两艘油轮在和英军声望号战列舰交战时被德国官兵凿沉。后来吕特晏斯的战舰又击沉了三艘油轮。
乌克马克号和埃姆兰号补给船报告她们发现了另外一支商船队。她们这次担任了一次牧羊人，将目瞪口呆的英国商人们赶向德军战舰的包围圈。3月15日，吕特晏斯发动了进攻。英国商船工业帝国号，曼加金号，德·迈尔顿号，皇冠号，格兰迪号，萨丁尼亚亲王号，和法国的米松号被悉数击沉。在这个船队中，只有吨位仅1,800吨的基林·里弗尔号施放了烟幕并向格奈森瑙号还击。考虑到她可能是一艘被伪装起来的敌军巡洋舰或者侦查舰，德军撤退至安全距离并用主炮将其击沉。这艘商船太小了，以至于德军战舰耗费了73发炮弹才击中并摧毁她。吕特晏斯谎称格奈森瑙号是HMS-绿宝石号，来争取时间撤退。这项计谋成功了，罗德尼号没有追击，而是留在原地救援商船上的幸存者。在转移了200名战俘后，吕特晏斯向布雷斯特进发。3月20日，他被来自皇家方舟号航空母舰的舰载机发现，但吕特晏斯最终还是躲开了英国战舰，并于3月22日清晨7时到达了布雷斯特。此次旅程中，舰队在59天内航行了17,800海里（约20,500英里，33,000千米），打破了德军主力舰的航行记录。
雷德尔对吕特晏斯非常满意。雷德尔如是形容吕特晏斯在大西洋上的行动：

他的行动无可挑剔。他向以往一样准确地判断形势，理应获得成功。

雷德尔对吕特晏斯的极大赞赏很可能来自于他严格遵守着来自上级的命令。海军部却对他有着更加批判性的看法。海军部虽然深知先前对吕特晏斯行动的限制，但海军部的官员们认为吕特晏斯在遭遇拉米伊号时，本可以要求更多战术上的自由。海军部的军官们认为霍夫曼上校的在当时的情况下制定的战术更加正确。

### 莱茵演习行动

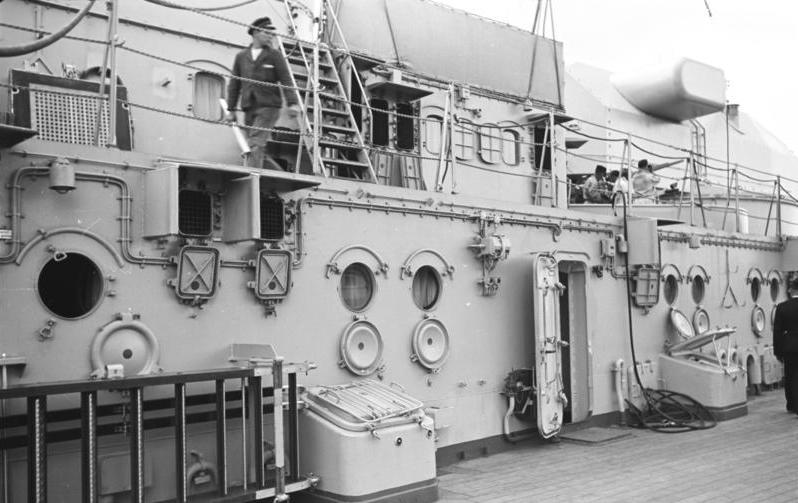
在“凯撒”炮塔后的俾斯麦号上层甲板。这里是舰队军官们的生活和工作的场所。

按照计划，吕特晏斯将全权指挥莱茵演习行动，带领德军最现代化的四艘战列舰和战列巡洋舰：俾斯麦号、提尔皮茨号、沙恩霍斯特号和格奈森瑙号突击大西洋。由于种种原因，提尔皮茨号、沙恩霍斯特号和格奈森瑙号都没有为行动做好准备。最终行动的舰队只有俾斯麦号战列舰，和由赫尔穆斯·布林克曼指挥的欧根亲王号重巡洋舰。行动由海军西部指挥部司令，萨尔瓦希特一级上将和东部海军指挥部司令，沃尔夫·卡尔斯一级上将共同起草。1941年4月8日，吕特晏斯在巴黎会见了邓尼茨元帅。邓尼茨后来如此评论这项作战计划：

我和舰队的指挥官，吕特晏斯上将在巴黎见了面。我很了解吕特晏斯，非常尊敬他。在同一年我们分别指挥过卡尔斯鲁厄号巡洋舰和埃姆敦号巡洋舰。在我们的海外交流结束后，我们一起回到了德国。在战争爆发前的几年，我还在指挥着潜艇舰队，吕特晏斯也在指挥着鱼雷艇队。我们不论是社交上还是在军中都在一起，我们在海军的问题上意见永远相同，在大多数的情况下，我们总是面对面地讨论问题。在我们在巴黎的会议中，我们决定了用U型潜艇给予俾斯麦号如下的协助：
1.U型潜艇需要像往常一样在工作岗位上作战。
2.如果水面舰队在海上作战，如果有任何和U型潜艇舰队协同作战的机会，我们需要竭尽全力协同彼此。为此将安排一名十分有经验的U型潜艇军官协助俾斯麦号的任务。
3.将在U型潜艇舰队使用的无线电通讯频率上，持续告知水面舰队司令潜艇的位置和所有的作战意图。

#### 吕特晏斯的观点
雷德尔在4月26日的新月期间对行动的开始非常担心。他的期望由于一系列的突发情况都落空了。欧根亲王号的维修进度被持续拖延。英国皇家空军（RAF）的空袭和轰炸，一枚训练鱼雷和水雷意外地被引爆将维修进度从四月中旬一直拖延至五月中旬。雷德尔利用这段时间和他的舰队指挥官进行了探讨。1941年4月26日，吕特晏斯赶到柏林会见雷德尔。吕特晏斯和雷德尔争论，认为德军不应该“一勺一勺”地将军舰投入战斗，而应该等待提尔皮茨号、沙恩霍斯特号和格奈森瑙号准备完毕后再开始行动。吕特晏斯第一次没能成功说服雷德尔。
然而吕特晏斯同时被他的上司鼓励尽早行动。于是他最终还是决定这次的作战行动应当尽早开始，不给敌军任何喘息的机会。他承认德军的主力舰当下必须在大西洋中进行行动。虽然雷德尔坚持将行动进行下去，但他还是建议吕特晏斯考虑周全，不要冒太大的风险。然而，雷德尔确实劝告吕特晏斯的下属“如果吕特晏斯在竭尽全力后仍然没有避免战斗，你们也应当竭尽全力，直到最后一刻”。雷德尔给予吕特晏斯完全自由行动的权力，因为他才是在海上能够第一时间做出正确判断的人。雷德尔后来在回忆录中写道，“吕特晏斯很有信心，他毫不犹豫地坦率地向我表达出了他的观点。我后来试着用我的论据说服他。或许他并没有被我的观点完全折服，但我们的探讨最终还是在完全的相互理解中结束”。
吕特晏斯向几名同事和朋友征求了意见。一开始，他和雷德尔的首席参谋库尔特·弗里克谈了话。弗里克问道，如果他和具有压倒性优势的敌军遭遇，会如何回应。吕特晏斯回复说，他会带领舰队逃离战斗，尝试回国。后来他向他的好友帕齐希，施佩伯爵海军上将号先前的指挥官，他自1907年便相识的好友征求意见。帕齐希坚决认为吕特晏斯不该出海，他强调让舰队司令冒险只带领一艘主力舰进行行动愚蠢至极。吕特晏斯十分赞同，但他害怕如果违抗命令，会被贴上懦夫的标签。他在分别时，一语成谶地对帕齐希说：

这次行动双方军力对比悬殊，我恐怕早晚会搭上老命。我的私人生活就此终结，我已决意执行指派给我的光荣的任务，无论会有什么结果。

这次会面结束后，吕特晏斯委托当时在雷德尔的总部工作的汉斯-埃里希·沃斯中将为雷德尔传话，“此行一定有去无回”，并向他告别。
最后，吕特晏斯和此前一起在挪威共事的马绍尔上将会面。马绍尔建议吕特晏斯不要太严格地执行雷德尔的命令。因为大西洋的局势可能在瞬间发生变化。吕特晏斯没有听从他的建议。他拒绝偏离被授予的命令。同时他提醒马绍尔两名舰队的司令已经因为抗命而被解职——马绍尔就是其中一员。这时，让吕特晏斯早已暗淡无光的心情更加压抑的消息传来，海军部的卡尔·托普通知俾斯麦号的舰长恩斯特·林德曼，他进行了数次兵棋推演，希望找出能使提尔皮茨号不被发现地进入大西洋。但每一轮，不论发生什么状况，提尔皮茨号一定会被发现。
吕特晏斯在莱茵演习行动中的主要军官由下表列出：
| 姓名                                             | 军衔                               | 职位                              |
| ------------------------------------------------ | ---------------------------------- | --------------------------------- |
| 哈拉尔德·奈茨班特(Harald Netzbandt)              | 海军上校                           | 参谋长                            |
| 埃米尔·梅尔姆斯(Emil Melms)                      | 海军上校                           | 第2副参谋长,舰队炮兵司令,人事军官 |
| 汉斯-赫莱夫·里格博士(Dr. Hans-Releff Riege)      | 舰队军医(死后追授上将)             | 舰队指挥随行军医                  |
| 赫尔穆特·马绍尔(Helmut Marschall)                | Hauptregierungsrat of the Reserves | 气象学家                          |
| 保罗·阿舍尔(Paul Ascher)                         | 海军中校                           | 第1副参谋长                       |
| 卡尔·塔恩曼(Karl Thannemann)                     | 海军中校(死后追授海军上校)         | 舰队工程师                        |
| 爱德华·朗格博士(Dr. Eduard Langer)               | Marineoberkriegsgerichtsrat        | 舰队法官                          |
| 汉斯·尼茨施特(Hans Nitzschke)                    | 海军少校                           | 第4副参谋长                       |
| 海因茨·艾克斯滕布林克博士(Dr. Heinz Externbrink) | Hilfsregierungsrat                 | 气象学家                          |
| 海因里希·施吕特尔(Heinrich Schlüter)             | Marinebaurat                       |                                   |

#### 行动决议

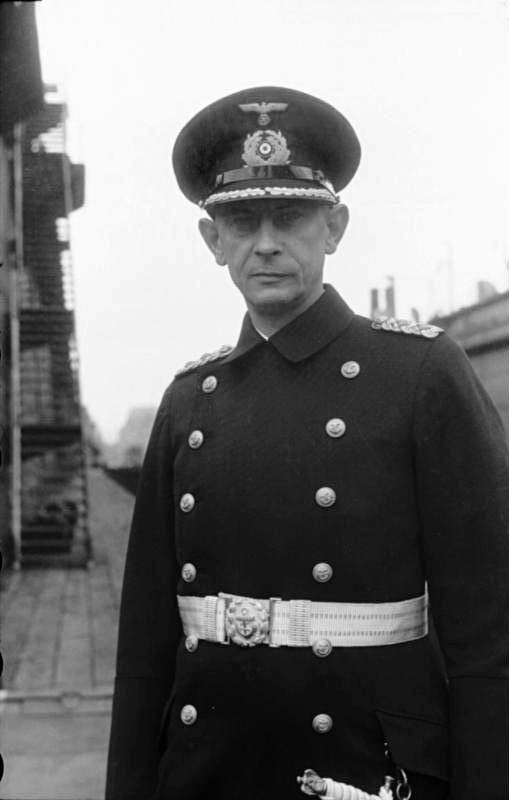
恩斯特·林德曼, 俾斯麦号战列舰舰长

5月18日，莱茵演习行动开始。吕特晏斯告知林德曼和布林克曼他希望在5月18日向北冰洋航行，并在海上补充燃料。3天后，在挪威海域，吕特晏斯命令在卑尔根附近的一处峡湾补充燃料。对于这次抛锚加油，他并没有通知林德曼和布林克曼。就像往常一样，他对他临时变更计划没有任何解释。
在欧根亲王号补充燃料时，吕特晏斯取消了为俾斯麦号补充燃料的计划。一根输油管线的破裂使俾斯麦号只能在已开始加入6,000吨的燃料。随后2,000吨燃料必须在海上补充。在离开波罗的海时，军舰已消耗了200吨的油料，到达挪威后，又已消耗了1,000吨。但吕特晏斯知道，只要再航行一天，他们就能见到在北冰洋中等待着他们的威森堡号油轮。同时能够避开英军侦察机的眼线。或许他打算在北冰洋中补充燃料。然而在接下来的行动中，他再也没有得到过补充燃油的机会。
第二天，5月22日，他收到了消息，4艘英军战列舰，或许甚至有一艘航空母舰，还有一支强有力的护航驱逐舰队仍然在斯卡帕湾中停靠。这条情报使吕特晏斯错误地决定舰队应当立即进行突破，因而没有时间再航行至北冰洋补充燃油。这条错误的情报很有可能消除了吕特晏斯对于这条航线之前已有的怀疑。此举引来了林德曼舰长的反对。林德曼依然倾向于冰岛南部的航线。但吕特晏斯强硬干练的作风又一次胜出了。
卡尔斯大将希望吕特晏斯从更南部的法罗群岛-冰岛的间隙中突破。吕特晏斯又一次否决了这条建议。像以往一样，他没有对改变作战方向作出任何解释。卡尔斯相信被冰覆盖的冰岛北部海域和丹麦海峡很有可能有敌舰巡逻，但同时糟糕的天气提供了极低的能见度，给予了吕特晏斯非常需要的掩护。尽管如此，他仍然继续让他的年轻军官们感到失望。气象学家海因茨·艾克斯滕布林克建议加速追赶高速漂移的云层来获得掩护。吕特晏斯又一次没有任何评论地拒绝了。艾克斯滕布林克向Burkard von Müllenheim-Rechberg，从战斗生还的最资深军官，发泄了自己的怒火。尽管吕特晏斯十分小心，但他仍被瑞典和挪威抵抗组织的侦察机发现了。英军同时也收到了警告。
林德曼非常的紧张。作为舰长，他对海军情报机构提供的敌军动向毫不知情。这时，一支规模极大的的英军舰队正在斯卡帕湾集结。林德曼的资深医疗军官，奥托·施耐德博士察觉到了林德曼完全理解他的船只面对的巨大危险。但吕特晏斯上将本可以命令中止行动。他完全没有表现出任何与林德曼或布林克曼讨论的意图，这让两位舰长都非常的紧张。吕特晏斯也没有对任何护航的驱逐舰和卡尔斯大将提供任何暗示。卡尔斯公开的表达了自己对吕特晏斯缺乏沟通的不满，认为吕特晏斯在行动上迟疑不定。直到5月22日黄昏，或许因为得到了英国H舰队将会在地中海行动的情报，吕特晏斯的担忧减轻了不少，才告诉两位舰长自己准备突破丹麦海峡。糟糕的天气给了他所需要的掩护，他率领舰队继续向西，朝向冰岛北部航行。
直到5月23日，吕特晏斯的舰队遭遇了英国海军诺福克号和萨福克号两艘重巡洋舰，他才意识到英国海军一直在格陵兰的冰架中跟踪他。吕特晏斯发送了代号JOTDORA：允许开火。虽然发生了交火，但双方均没有收到严重的损伤，随后英军巡洋舰迅速撤退。虽然英军仍然在雷达搜索范围内，但俾斯麦号的重炮开火时产生的冲击瘫痪了她的搜索雷达，于是吕特晏斯命令欧根亲王号打头阵。当欧根亲王号即将超过俾斯麦号时，俾斯麦号的电子舵受到干扰，并使她转向欧根亲王号。布林克曼快速地作出操作，避免了相撞。在暴风雨中，吕特晏斯尝试转向180度迷惑他的敌人，但英军雷达监测到了他的动作，并迅速撤退。吕特晏斯坚信英军发明了新式德军尚不了解的雷达，以致于他们可以紧紧地追击无法被摆脱。

#### 战术指令

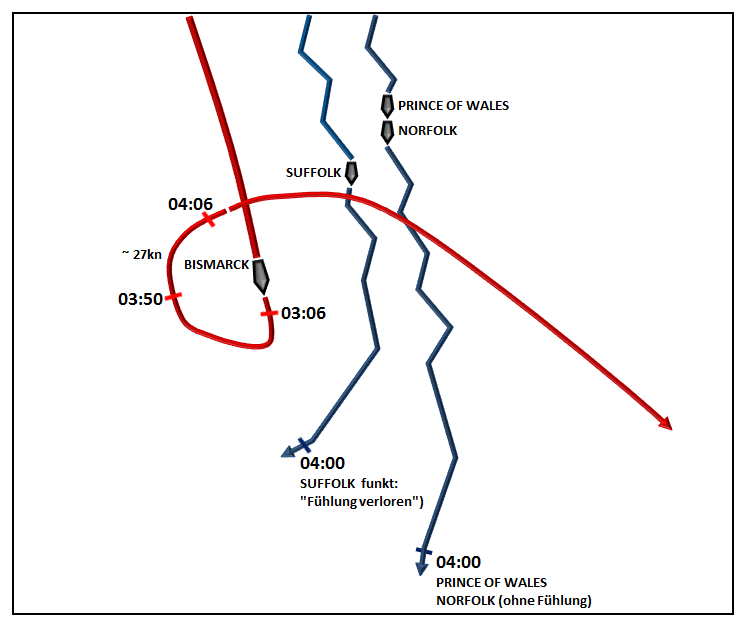
俾斯麦号于5月25日做出的¾顺时针转向，成功摆脱了追击舰队

1941年5月24日早晨，欧根亲王号的水下探测仪监测到了两艘大型船只正在靠近。兰斯洛特·霍兰德中将坐镇他的旗舰胡德号战列巡洋舰，率领威尔士亲王号战列舰正在向他航行，拉开了丹麦海峡海战的序幕。吕特晏斯很快接到了两艘敌舰皆为敌军重型单位的情报。面对敌军战舰，吕特晏斯立刻转向，争取时间考虑并规划作战计划。
吕特晏斯的本能反应是严格遵守命令，尝试从英军手中脱逃。当他得知敌军的旗舰是胡德号，他更加不希望发生战斗。即使胡德号已经开始向俾斯麦号和欧根亲王号开火，很明显战斗已经不可避免，但吕特晏斯仍然拒绝反击。他命令欧根亲王号向胡德号开火，但俾斯麦号不准开火。这项命令激怒了林德曼舰长，他很明显和上将的观点完全不同。
舰队首席槍砲官亚达尔伯特·施耐德数次报告敌舰主炮已经开始齐射，请求回击。吕特晏斯自己作为一名出色的炮兵指挥官，继续要求等待敌舰的距离缩短。英军战舰现在位于俾斯麦号舰尾后，使他们处于俾斯麦号主炮的炮弹抛物线之外。吕特晏斯同时不希望过早用尽重型炮弹，保留实力准备后续的战斗。他无法承担用尽弹药的后果。于是他更倾向于近距离接战。他等待着最佳的开火时机。
一些目击者证实林德曼舰长咕哝道，“我不允许我的战舰在我的指挥下被这样追打，开火！”。终于，吕特晏斯下令还击。吕特晏斯随后命令转向，在霍兰德的舰队正前方航线成直角拦截。开火前不久，俾斯麦号前部甲板中弹，但欧根亲王号确定命中了胡德号，并燃起大火，易于定位。俾斯麦号随后瞄准了胡德号。
吕特晏斯当时没有遵守德军战术规章。他并没有把相对脆弱的巡洋舰置于战列舰未受攻击的一侧，相反，他命令巡洋舰和战列舰一起排成战列，增强齐射的火力。随后他命令欧根亲王号后退，使用雷达追踪追击他们的英军巡洋舰。施耐德后来观察到了第五轮齐射从17,500码的距离上命中胡德号，燃起火光。很显然，至少有一枚炮弹击穿了胡德号的装甲。虽然一开始没有现露任何的效果，以至于德军的炮手们以为那是一发哑弹，但随后胡德号剧烈爆炸并沉没，使德舰全体官兵兴奋不已。吕特晏斯保持着位置，开始向威尔士亲王号开火。威尔士亲王号七次中弹，舰长约翰·里奇上校被迫撤退至安全的距离。
林德曼分析了当前的战术局势，希望能够追击威尔士亲王号，希望能够将其摧毁。他预计2至3小时的追击便足够获胜。吕特晏斯仍然遵守着海军部下达的避免与敌军主力舰不必要的交战的命令，驳回了他的请求。吕特晏斯开始质疑他接收的情报，因为几天前情报显示胡德号仍然停泊在北非的港口中。他不确定在这片海域中还有多少敌军的主力舰，于是不考虑继续和威尔士亲王号缠斗。他带领舰队进入广袤的大西洋，这样他就能有足够的空间甩掉追击他的敌军。
吕特晏斯的战术在两方面显得格外成功。在于胡德号一战后，他直接向其他追击的敌舰开火，强迫他们撤退，并给欧根亲王号争取了足够的时间逃脱雷达的范围。5月25日，在他的52岁生日这天，尽管连续的行动让他精疲力竭，他还是做出了十分精明的规避。他下令一旦摆脱敌舰的雷达搜索范围，就全速右转270°。英军巡洋舰为了躲避U型潜艇的攻击，不断地进行着迂回前进。在转向的最外圈，他们就能跳出英军雷达的搜索范围，以便调头逃脱英军的追击。
战术很成功，并且短时间内让他摆脱了英军的追击。吕特晏斯随后打破了无线电静默，允许英军获知他的大概纬度，但不让他们了解经度。吕特晏斯仍然坚信他正在被跟踪。西部海军要求他只使用战术无线电信号，不要冒险向巴黎发布广播。吕特晏斯已经对情报局完全失去了信任，无视了这条警告。很幸运的是，直到5月25日傍晚，英军才意识到吕特晏斯正在逃往法国。这时吕特晏斯早已远远领先。但事实证明，吕特晏斯的冒险是一次绝对错误的决定。虽然英军犯下数次错误才找到他，但随后的两天，英军拦截下的信息能够帮助他们对吕特晏斯实施空袭。

#### 领导力危机
吕特晏斯分别给威廉港，柏林和全部的海军指挥部发送了击沉胡德号的消息。下午2时40分，柏林收到了这条消息。在欧根亲王号上，布林克曼舰长意识到这样进行广播极度危险。他在战舰的航海日志中记录到，吕特晏斯坚持给大陆的海军指挥部发送每一条战斗中下达的指令，尤其以一条“执行！”来结尾是一种毫无意义的冒险。5月25日早晨，在吕特晏斯生日这天，他坚持发送了关于击沉胡德号的一条长消息。很明显，他仍然坚信英军正在监视他，所以任何暴露踪迹的行为都不会改变任何结果。
布林克曼认为，敌军可以从这条看起来毫无意义的信息中提取出来重要的情报。因此，他的舰队司令这样草率的发送这些信息简直愚蠢至极。早晨8时01分，又一次在没有咨询林德曼和布林克曼的情况下，吕特晏斯向海军最高指挥部发送无线电报告他向圣纳泽尔航行，并与欧根亲王号分离使她能够继续行动的目标。他没有在报告中向德国提及俾斯麦号的受损程度。这时战舰因为受到炮击，已经船首纵倾。炮弹在战舰的吃水线上方撕开了一个大洞，海水涌入油箱，严重损毁了俾斯麦号的输油管。在德国，雷德尔和他的军官们不清楚舰队的状态，均同意此时无法向吕特晏斯下达任何命令。

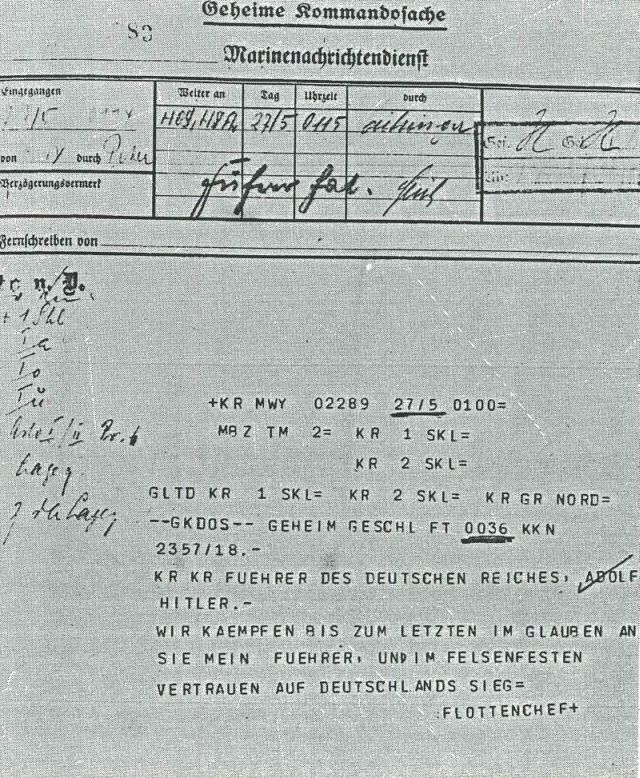
吕特晏斯最后一则消息，下达了背水一战的决心。

与此同时，吕特晏斯评估了舰队目前的处境。首先，他坚信敌军舰队拥有极其先进的雷达，并且正以压倒性的兵力追踪他；第二，行动已经失去了奇袭的效果；第三，俾斯麦号的燃料即将耗尽（不在挪威海补充燃料的决定现在看来极为愚蠢）；第四，他认为英军舰队的旗舰是先进的英王乔治五世号战列舰;最后，海水令他的航速减少了2节。俾斯麦号已经丢失了部分电力，海水的损害也已经迫使战舰关闭了两座锅炉。林德曼争辩道他们应该通过丹麦海峡返回挪威。在他看来，俾斯麦号这样优良的战舰不应继续在实力不均的战斗中冒险。吕特晏斯拒绝了他的建议。他认为回到挪威太靠近不列颠群岛，海上的敌军密度会大大增加。根据幸存者的回忆，吕特晏斯和林德曼对对方的敌意已经蔓延给了他们各自带领的军官们。
吕特晏斯返回法国，拒绝回到距离更近的挪威的原因仍是个谜。可以猜测的是吕特晏斯以为舰队返回法国后很快就能修复至战斗状态，而这样他就能更方便地返回他的任务区域，而不用再冒一次强行突破丹麦海峡的危险。或者，他可以要求了一些U型潜艇在格陵兰南部进攻他的追击者，广阔的大洋能让他更轻松地摆脱追兵。然而，油料的短缺迫使他放弃U型潜艇协同作战的想法，必须径直返回法国。作出最终决定后，吕特晏斯向全体官兵讲话道：
俾斯麦号的全体官兵们！你们都已荣耀加身！击沉英国海军的骄傲胡德号不仅是军事上的重大成就，更是对英国人精神上的打击！但正因此，敌军将集中兵力反对我们。因此，我已经于昨日中午命令欧根亲王号离开我们，继续她对敌军商船的打击。她躲开了追击的敌军。而我们，因为受到重创，必须返回法国港口。沿途的敌人将会蜂拥而至与我们战斗。德国人民与你们同在，我们将一直战斗，直到炮膛闪耀红光，直到最后一枚炮弹离开炮膛！为了我们，官兵们，胜利，或殉国。
俾斯麦号幸存的官兵们谈到他们在震惊中收到了这条消息。吕特晏斯的演讲并没有鼓舞德军士兵的士气，反而暗示了战舰可能无法到达友军港口的困境。这则演讲将全舰各级官兵笼罩在绝望之中。他们自然而然的认为上将并不认为他们能够生还。林德曼发现了这种可怕的影响，并尝试着把乐观的想法传给官兵们。他说U型潜艇和帝国空军会把他们安全地带回家。一小时后，他的演讲成功地挽回了部分士气。那天下午，吕特晏斯收到了来自雷德尔和希特勒的祝愿。后者的祝词简略草率。吕特晏斯没有对这两则电报作出任何评论，便把它们塞进了口袋中。
5月26日清晨，一架英军侦察机跟随燃油泄露的痕迹发现了俾斯麦号。是日黄昏，来自皇家方舟号航空母舰的剑鱼式鱼雷轰炸机开始向她投掷鱼雷。尽管大多数的损伤都无关紧要，但是一发鱼雷击中了俾斯麦号的尾舵。林德曼确信这次损伤可以修复，但吕特晏斯很快就接受了最坏的结果。当林德曼和他的工程师讨论修复尾舵时，吕特晏斯向德军指挥部发送了一则消息。在空袭后的30分钟后，尽管损伤的细节尚不清晰，但人人都已经认为战舰已失去控制。潜水员入海检查后报告他们无法修复损伤。工程军官们曾经建议用机库的大门来作为代替的尾舵，但最终这项建议也没有被采纳。这时，船上的官兵们仍然可以通过操纵两侧的螺旋桨来控制俾斯麦号的航向，但是她的航速已经低至7节。
这天晚上，俾斯麦号被来自哥萨克人号、锡克人号、毛利人号、祖鲁人号和闪电号驱逐舰的鱼雷围攻。这时，本土舰队、诺福克号和随后加入的罗德尼号战列舰倾巢而出从北方追击，H舰队和多塞特郡号重巡洋舰从南方包抄，爱丁堡号轻巡洋舰从西部包围。俾斯麦号的低速和东南向的航向使得她极易被从南方赶上。

## 阵亡
吕特晏斯知道当前情况不容乐观。5月26日晚23时58分，他向海军总部发送了电报，“致德国元首阿道夫·希特勒：我们在您对我们的信心中战至了最后。德国必胜！”希特勒在5月27日凌晨1时53分回电道“我代表全体德国人民向你致谢——阿道夫·希特勒”随后另一则消息道“致俾斯麦号全体官兵：全德国都与你们同在。你们的奉献精神将为我们为生存而奋斗的人民带来勇气。——阿道夫·希特勒。”
此时，俾斯麦号上的气氛非常复杂。士兵阿道夫·埃希当时离开岗位去呼吸一些新鲜空气。他登上舰桥，发现气氛非常融洽。林德曼正在和阿达尔伯特·施奈德握手，祝贺他因为击沉胡德号而荣获骑士铁十字勋章。吕特晏斯看起来心情也很好。气氛随着时间流逝慢慢地变化。Müllenheim-Rechberg看见林德曼一言不发地穿着救生衣吃完了早餐。林德曼也没有向他回礼。他后来也碰见了一边刷牙一边前往舰桥的吕特晏斯。吕特晏斯向他回礼，但仍然一言不发。Müllenheim-Rechberg看来，这两个俾斯麦号上的最高长官已经撤回了自己的私人世界中。那天早晨，1941年5月27日，吕特晏斯发送了一条令U型潜艇打捞战争日誌的请求。在最后一次无线电通讯中，吕特晏斯提及：“战舰已经无法操控。我们战至了最后一发炮弹。元首万岁”。吕特晏斯并没有向官兵们隐瞒最终的命运。他命令解锁救生艇，所有船员可以自由离开。
吕特晏斯对希特勒的奉承，及对抗毫无希望的战斗的誓言饱受批评，他一直接受了这些批评。德国二战官方历史的作者评论说，这些批评并不公平。吕特晏斯一生都对政治极为冷漠，并且他也一直信守着德国军人决不放弃可以战斗的战舰的传统。施佩尔伯爵号重巡洋舰自沉后，雷德尔命令所有主力舰必须战至最后一弹。历史学家表示，吕特晏斯的信息是他严格执行作为上将的责任的标志。林德曼是否有过通过自沉来拯救官兵们的想法却不得而知。
1941年5月27日早晨8时，俾斯麦号的战斗警报最后一次拉响。诺福克号在8时15分发现了俾斯麦号，罗德尼号战列舰于8时48分开火。俾斯麦号于8时49分最后一次回击。在诺福克号和多塞特郡号开火后，英王乔治五世号战列舰开始向俾斯麦号齐射。俾斯麦号指挥部于8时53分中弹，9时02分，前甲板两座主炮台被摧毁，阿达尔伯特·施奈德在炮兵指挥部内被击毙。后甲板指挥所与9时18分被摧毁，D炮台也于9时24分被摧毁。9时40分，俾斯麦号再次遭受重创，全舰燃起大火，C炮台于9时50分被摧毁。一些副炮从轰炸中幸存，并且能够继续战斗。10时整，俾斯麦号全部武器瘫痪。在俾斯麦号沉没前，罗德尼号和英王乔治五世号均因为燃料短缺退出战斗。
多塞特郡号后来发射的三枚鱼雷击中俾斯麦号的侧面甲板。这时，德军士兵们正在准备将战舰凿沉。10时36分，俾斯麦号于48°10′N 16°12′W / 48.167°N 16.200°W，韦桑岛西面大约300海里处沉没。多塞特郡号轻巡洋舰救起85人，毛利人号驱逐舰救起其他25人。德军U-74号潜艇和萨克森森林号气象船救起5名水手。潜艇部队总指挥官（德语：Befehlshaber der U-Boote）邓尼茨命令赫伯特·沃尔法斯中尉指挥的U-556号潜艇打捞俾斯麦号的战争日志。因燃料不足，鱼雷用尽，沃尔法斯请求U-74号潜艇继续任务。U-74号潜艇没有及时赶到俾斯麦号沉没地，战争日志也再也没有被寻回。罗德尼号第一次齐射时摧毁了俾斯麦号的舰桥，许多高级军官都在那次齐射中阵亡，其中包括吕特晏斯。

## 个人生活
吕特晏斯在1929年和27岁的玛格丽特·贝肯科勒结婚。一年后，他们的儿子格哈德于1930年8月31日出生于希维诺乌伊希切。二儿子京特于1932年8月28日出生于柏林。他们的女儿安妮玛丽于1939年8月27日出生。吕特晏斯死后不到一个月，他的妻子生下了第三个儿子，彼得。

## 流行文化
1960年的电影俾斯麦号歼灭战中，吕特晏斯被描述为一名标准的纳粹分子，发誓为纳粹效忠，并坚信俾斯麦号无法被击沉。现实中，吕特晏斯并不赞同纳粹的政策。他曾经公开抗议水晶之夜中出现的暴行。希特勒在俾斯麦号执行莱因演习行动前参观俾斯麦号时，吕特晏斯是唯一拒绝向希特勒行纳粹礼的将军。他坚持只向希特勒行传统的海军礼。他对俾斯麦号能成功完成任务一直持悲观态度，并一直坚信这次行动会打击士气。

## 纪念

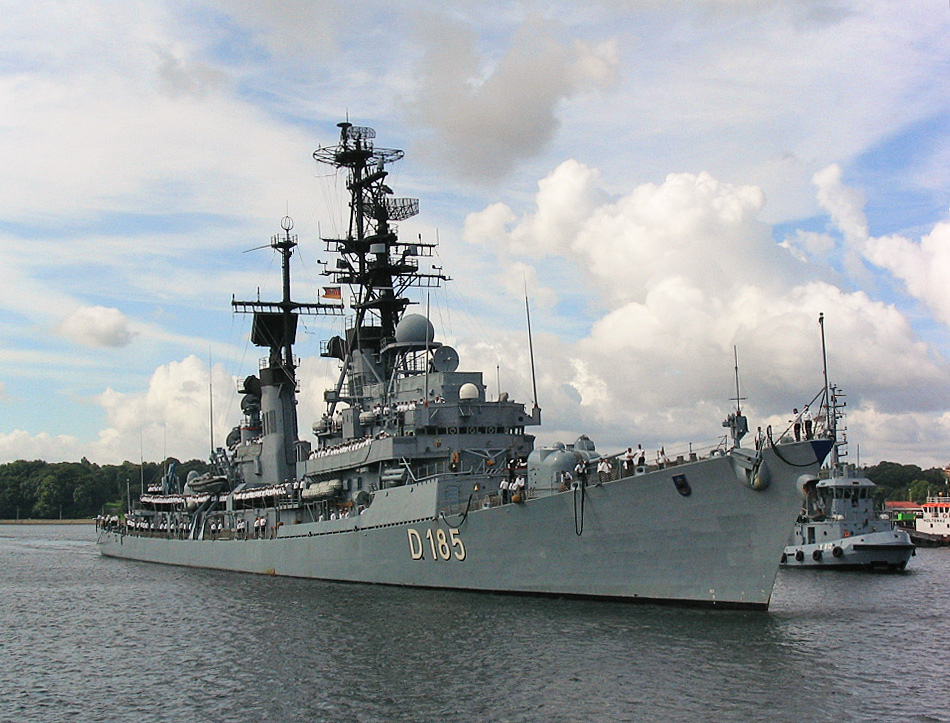
吕特晏斯号驱逐舰，编号D185。

德国联邦国防军海军（西德海军）以京特·吕特晏斯之名命名吕特晏斯号导弹驱逐舰。1967年8月11日，该舰在缅因州的巴斯由吕特晏斯长子的妻子格尔达·吕特晏斯命名。2003年吕特晏斯号退役。在命名演讲中，那时的德国联邦国防部国务秘书卡尔·卡斯滕斯表示吕特晏斯树立起了“不可动摇的责任感，为使命奉献一切”的军人榜样。
以吕特晏斯命名该艘驱逐舰并非毫无争议。但联邦国防部长格哈特·施罗德希望打破对二战中非纳粹党羽、未被卷入7月20日密谋案的战争英雄的禁忌。有海军军官认为吕特晏斯可能并没有那么令人熟知，并提出阿登纳号、柏林号及隆美尔号的提议。施罗德希望以来自国防军的一位战争英雄来命名这艘驱逐舰。他坚持道“我们必须要拥有像其他人那样的勇气，为那些英勇地为国家奋斗的英雄们表示尊敬”。
命名仪式过后，一名巴斯钢铁厂的美国员工曾经问出席的德国记者说“你们德国只有纳粹的英雄吗？”美国报社将吕特晏斯报道为一名纳粹党的海军英雄。命名仪式上还有一架用于运载政府要员的联邦国防军的直升机。该机机身上画有联邦国防军的铁十字标志。当美国记者们看到这架直升机时，他们错误地将铁十字标记报道为纳粹十字，因此加剧了这种误解。
吕特晏斯号成为了三艘吕特晏斯级驱逐舰的首舰。另外两艘同级舰为以德国空军王牌飞行员维尔纳·默尔德尔斯命名的默尔德尔斯号，和以陆军元帅埃尔温·隆美尔命名的隆美尔号。

## 任命
- 1934年9月16日 - 1935年9月23日:卡尔斯鲁厄号轻巡洋舰舰长；
- 1935年9月24日 - 1936年3月15日：威廉港北方海军人事部长；
- 1936年3月16日 - 1937年10月7日：柏林海军总司令部（德语：Marinepersonalamt，简写：MPA）人事部长；
- 1937年10月8日 - 1939年10月20日：鱼雷艇舰队司令(德语：Führer der Torpedoboote，简写：F.d.T.)；
- 1939年10月21日 - 1940年4月：侦查舰队司令（德语：Befehlshaber der Aufklärungsstreitkräfte，简写：B.d.A.）；
- 1940年3月11日 - 1940年4月23日：舰队副司令（德语：Flottenchef i.V.）；
- 1940年6月18日 - 1940年7月7日：舰队副司令（德语：Flottenchef i.V.）；
- 1940年7月8日 - 1941年5月27日：舰队总司令（德语：Flottenchef）。

### 引文
1. ↑  Stumpf 1982, p. 270.
2. 1 2 3  Gaack and Carr 2011, p. 380.
3. 1 2  Ueberschär 2011, p. 407.
4. ↑  Dörr 1996, pp. 20, 22.
5. 1 2 3 4 5 6 7 8 9  Dörr 1996, p. 20.
6. 1 2 3 4 5  Dörr 1996, p. 22.
7. ↑  Dörr 1996, p. 19.
8. 1 2  Ueberschär 2011, p. 408.
9. ↑  Dörr 1996, pp. 20–21.
10. 1 2  Dörr 1996, p. 21.
11. ↑  Hildebrand, Röhr, & Steinmetz 1993, v. 5., p. 89.
12. ↑  Dönitz 1997 [1958], pp. 6–7.
13. ↑  Ciupa 1979, p. 46.
14. ↑  Raeder 2001 [1957], p. 264.
15. ↑  Garrett 1978, pp. 35–36.
16. ↑  Garrett 1978, p. 36.
17. ↑  Haarr 2013, p. 38.
18. ↑  O'Hara 2004, p. 4.
19. ↑  Haarr 2013, p. 282.
20. ↑  Lunde 2009, pp. 74–75.
21. ↑  Garrett 1978, pp. 37–38.
22. 1 2  Lunde 2009, pp. 111–113.
23. ↑  O'Hara 2004. pp. 20–27.
24. ↑  Garrett 1978, p. 43.
25. 1 2  Garrett 1978, p. 44.
26. 1 2 3  Garrett 1978, p. 53.
27. ↑  Raeder 2001 [1957], p. 353.
28. ↑  Raeder 2001 [1957], p. 357.
29. ↑  Boog, Rahn, Stumpf, & Wegner 2001, p. 130.
30. ↑  Groves 2012, p. 53.
31. ↑  Ansel 1960, pp. 213–214.
32. ↑  Ansel 1960, pp. 242–243.
33. ↑  Ansel 1960, pp. 241–243, 299–302.
34. ↑  Garrett 1978, p. 55.
35. ↑  Zetterling & Tamelander 2009, pp. 56–58.
36. ↑  Garrett 1978, pp. 55–56.
37. ↑  Garrett 1978, p. 56.
38. ↑  Zetterling & Tamelander 2009, p. 66.
39. ↑  Garrett 1978, p. 57.
40. ↑  Garrett 1978, p. 58.
41. ↑  Garrett 1978, pp. 57–58.
42. ↑  Garratt 1978, p. 60.
43. ↑  Garrett 1978, p. 61.
44. ↑  Garrett 1978, pp. 62–65.
45. ↑  Garrett 1978, pp. 65–67.
46. ↑  Garrett 1978, pp. 66–67.
47. ↑  Garrett 1978, p. 71.
48. ↑  Garrett 1978, p. 68.
49. ↑  Garrett 1978, pp. 68–69.
50. ↑  Gaack and Carr 2011, p. 378.
51. ↑  Dönitz 1958 (1997), pp. 167–168.
52. ↑  Bercuson & Herwig 2002, pp. 47–48.
53. 1 2 3  Bercuson & Herwig 2002, p. 49.
54. ↑  Boog, Rahn, Stumpf & Wegner 2001, pp. 131–132.
55. ↑  Gaack and Carr 2011, pp. 385–386.
56. ↑  Garrett 1978, p. 78.
57. 1 2 3  Bercuson & Herwig 2002, p. 50.
58. ↑  Bercuson & Herwig 2002, pp. 49–50.
59. ↑  Bercuson & Herwig 2002, p. 52.
60. ↑  Gaack and Carr 2011, p. 392.
61. 1 2 3  Bercuson & Herwig 2002, p. 62.
62. ↑  Bercuson & Herwig 2002, p. 70.
63. ↑  Bercuson & Herwig 2002, pp. 70–71.
64. ↑  Boog, Rahn, Stumpf, & Wegner 2001, p. 133.
65. ↑  Ballard 1990, pp. 68–69.
66. ↑  Ballard 1990, p.. 69.
67. ↑  Ballard 1990, p. 66.
68. ↑  Boog, Rahn, Stumpf, & Wegner 2001, p. 132.
69. ↑  Bercuson & Herwig 2002, pp. 72–75.
70. ↑  Bercuson & Herwig 2002, pp. 72–78
71. ↑  Ballard 1990, pp. 71–72.
72. ↑  Bercuson & Herwig 2002, pp. 125–133.